# Callorhinus ursinus
Il callorino dell'Alaska (Callorhinus ursinus Linnaeus, 1758) è un otaride diffuso lungo le coste del Pacifico settentrionale, del mare di Bering e del mare di Okhotsk. È la specie più grande delle cosiddette «otarie da pelliccia» (quelle che in passato venivano classificate in una sottofamiglia distinta, gli Arctocefalini), nonché l'unica specie del genere Callorhinus J. E. Gray, 1859.

## Descrizione

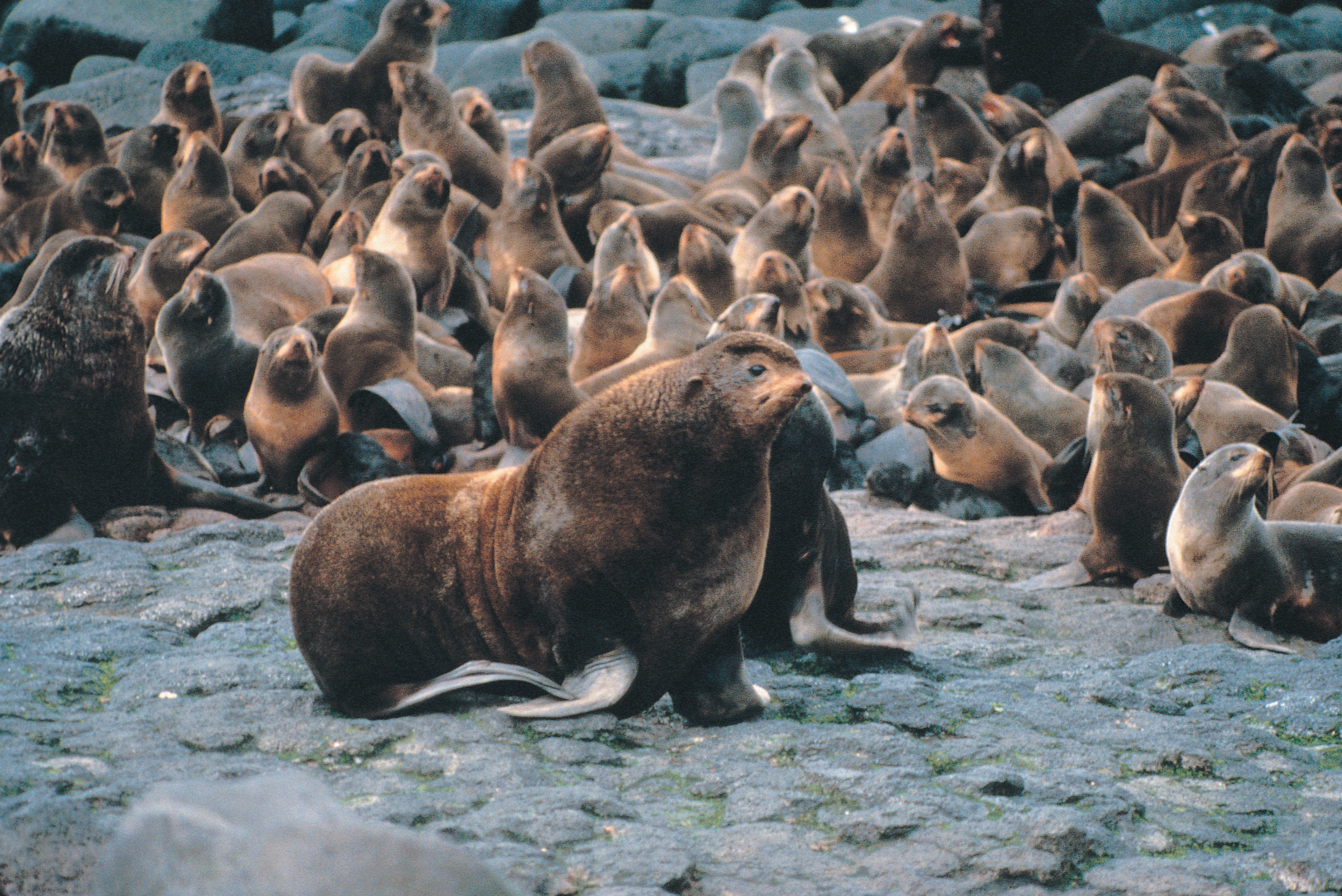
Un maschio e il suo harem.

Il callorino dell'Alaska presenta un dimorfismo sessuale portato all'estremo, con i maschi più lunghi delle femmine adulte del 30–40% e 4,5 volte più pesanti. La testa è corta in ambo i sessi, a causa del muso curvato all'ingiù, molto breve, e del naso piccolo, che si estende leggermente oltre la bocca nelle femmine e un po' di più nei maschi. Il pelame è denso e folto, con un fitto sottopelo color crema. Quest'ultimo è nascosto dai più lunghi peli di guardia, sebbene sia in parte visibile quando l'animale è bagnato. L'aspetto delle zampe, sia anteriori che posteriori, è unico e costituisce un carattere diagnostico per determinare la specie. L'estremità delle zampe anteriori è priva di pelo, il quale cessa di crescere nettamente a livello del polso.
Rispetto alle altre specie di Otaridi, il callorino è la specie con le zampe posteriori più lunghe, a causa delle estensioni cartilaginee di tutte le dita. Sul secondo, terzo e quarto dito sono presenti dei piccoli artigli, che però non sporgono oltre il margine terminale della zampa. I padiglioni auricolari sono lunghi e ben evidenti, e negli esemplari più vecchi sono privi all'estremità della pelliccia scura che li ricopre. Le vibrisse possono essere molto lunghe, e si estendono generalmente ben oltre le orecchie. Negli adulti sono tutte bianche, ma i giovani e i subadulti hanno vibrisse sia bianche che nere, comprese alcune che hanno la base scura e l'estremità bianca, e i cuccioli e gli esemplari di un anno le hanno tutte nere. Gli occhi sono piuttosto grandi ed evidenti, soprattutto nelle femmine, nei subadulti e nei giovani.
I maschi adulti hanno una corporatura tozza e colli ben sviluppati (sia in spessore che in larghezza). Una criniera costituita da peli di guardia radi e lunghi si estende dalla parte inferiore del collo alle spalle, ricoprendo nuca, collo, petto e parte anteriore del dorso. Sebbene il cranio dei maschi adulti sia grande e possente, nel complesso appare piuttosto piccolo, per la breve lunghezza del muso e per il fatto che la parte posteriore, dietro ai padiglioni auricolari, è nascosta dal collo estremamente sviluppato. Nei maschi adulti la fronte è ben marcata, dato lo sviluppo in altezza delle creste sagittali del cranio e quello della folta criniera, che ricopre la sommità del capo. Rispetto alle femmine adulte, i maschi adulti hanno canini più lunghi e di diametro maggiore, e questa caratteristica si mantiene per lo più uniforme a ogni età.

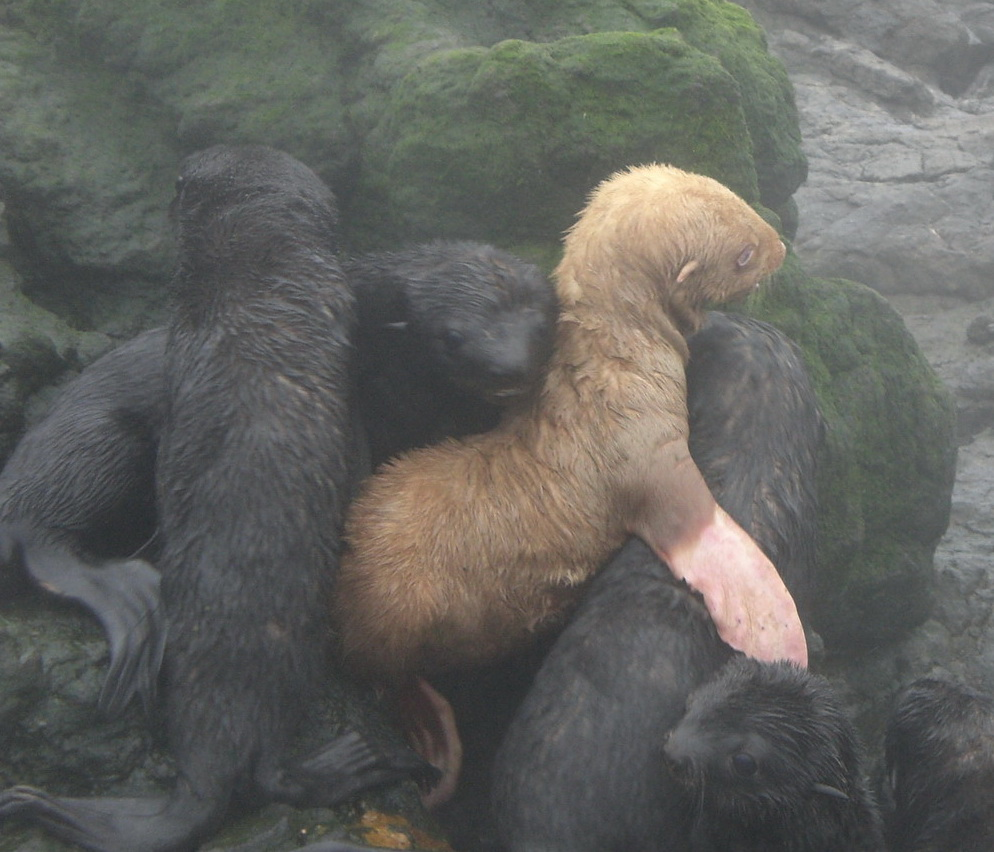
Dei cuccioli, tra i quali un raro albino.

Le femmine adulte, i subadulti e i giovani hanno una costituzione media. Fino a cinque anni di età è difficile determinare il sesso. Il corpo ha dimensioni modeste e il collo, il petto e le spalle sono proporzionati al resto del torso. Le femmine adulte e i subadulti hanno una colorazione più variabile di quella dei maschi adulti. La regione superiore è di colore variabile dal grigio argento scuro al nerofumo. I fianchi, il petto e le parti laterali e inferiori del collo spesso sono ricoperti da una sorta di disegno di colorazione variabile dal crema al tan con toni rossicci. I lati e la sommità del muso, così come il mento e la regione sotto gli occhi, variano dal color crema al ruggine. Al contrario, i maschi adulti hanno una colorazione che varia dal grigio al nero, o una colorazione uniforme rossastra o marrone scuro. Le loro criniere possono essere costituite da peli di guardia grigio argento o giallastri. I cuccioli sono nerastri alla nascita, con delle aree color camoscio sui fianchi, nella zona delle ascelle, sul mento e ai lati del muso. Dopo tre o quattro mesi, effettuano la muta e la loro colorazione diviene identica a quella delle femmine adulte e dei subadulti.
I maschi possono raggiungere i 2,1 m di lunghezza e i 270 kg di peso. Le femmine, invece, non superano gli 1,5 m e i 50 kg. I neonati pesano 5,4–6 kg e misurano 60–65 cm. La dentatura è aplodonte; i denti sono affilati, di forma conica e presentano per lo più un'unica radice, così come gli altri mammiferi marini carnivori adattati a una dieta a base di pesce. Come in quasi tutti i caniformi, i canini superiori sono piuttosto sviluppati.

## Distribuzione e habitat

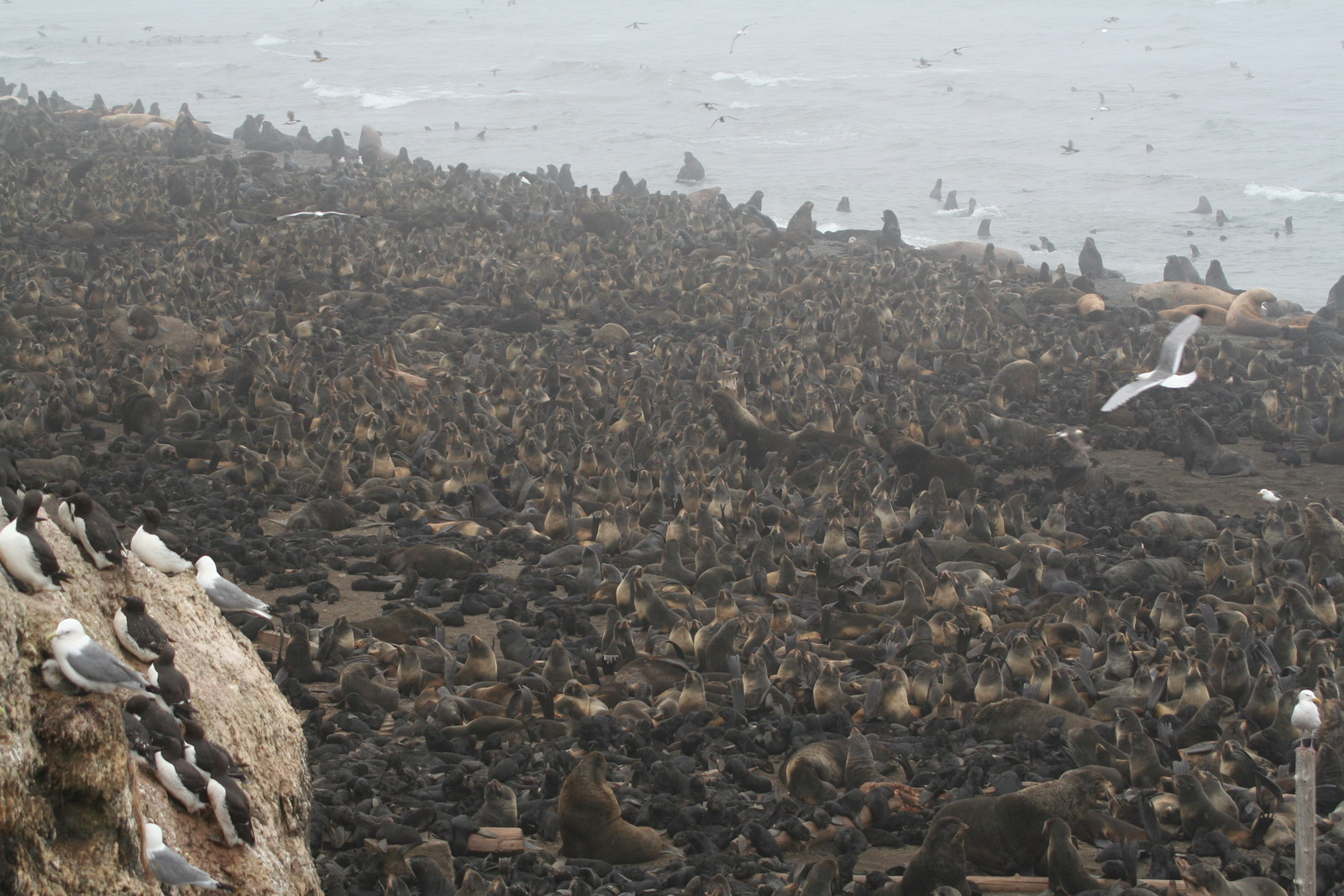
Veduta di una rookery.

Il callorino dell'Alaska è diffuso nel Pacifico settentrionale, nel mare di Okhotsk e nel mare di Bering - il limite meridionale dell'areale è costituito da una linea immaginaria che corre all'incirca dall'estremità meridionale del Giappone a quella della penisola di Bassa California. Si stima che in tutto l'areale ne vivano circa 1,1 milioni di esemplari, dei quali circa la metà si riproduce sulle isole Pribilof, nella parte orientale del mare di Bering. Altri 200–250.000 si riproducono sulle isole del Commodoro, nella parte occidentale del mare di Bering, circa 100.000 sull'isola di Tyuleni, al largo delle coste di Sachalin, nella parte sud-occidentale del mare di Okhotsk, e altri 60–70.000 nelle isole Curili centrali, in Russia. Colonie più piccole (di circa 5000 capi) sono presenti sulle isole di Bogoslof, un'isola delle Aleutine, e di San Miguel, una delle isole del Canale al largo delle coste della California. Resti subfossili risalenti all'Olocene indicano che prima della caccia commerciale questa specie si riproduceva anche sulle coste della Columbia Britannica, della California e probabilmente di gran parte delle zone nord-occidentali del Nordamerica.
Durante i mesi invernali, i callorini dell'Alaska si spostano verso sud, e così gli esemplari diffusi lungo le coste russe penetrano regolarmente nelle acque giapponesi e coreane del mar del Giappone, mentre quelli originari dell'Alaska si spostano attraverso il Pacifico centrale e orientale fino alla Bassa California.
L'areale del callorino dell'Alaska si sovrappone quasi esattamente a quello del leone marino di Steller, con il quale talvolta condivide le colonie riproduttive, in particolare sulle Curili, nelle isole del Commodoro e sull'isola di Tyuleni. L'unico altro arctocefalino dell'emisfero boreale è l'arctocefalo di Guadalupe, il cui areale si sovrappone parzialmente, in California, a quello del callorino.

## Biologia
I callorini sono predatori opportunisti, che si nutrono di pesci pelagici e calamari a seconda delle disponibilità locali. Tra i pesci che costituiscono la loro dieta ricordiamo naselli, aringhe, pesci lanterna, capelani, pollack e sgombri. Il comportamento predatorio è prevalentemente solitario.
I callorini cadono vittima soprattutto di squali e orche, ma talvolta esemplari molto giovani possono essere assaliti e divorati da leoni marini di Steller. Sono stati osservati anche casi di cuccioli catturati da volpi artiche.
A causa dell'elevata densità di cuccioli e della loro ancora giovane età nel periodo in cui vengono lasciati soli dalle madri, le quali devono andare a procacciarsi il cibo in mare, la mortalità nelle colonie è spesso molto alta. Di conseguenza, le carcasse dei piccoli forniscono un'importante fonte di cibo per molti animali spazzini, in particolare gabbiani e volpi artiche.
I callorini si radunano sui tradizionali terreni di riproduzione (noti come rookery) nel mese di maggio. Generalmente, i maschi più vecchi (di 10 anni o più) giungono per primi sulla costa e iniziano a competere tra loro per aggiudicarsi i luoghi migliori. Essi rimarranno nella colonia per tutta la durata della stagione riproduttiva. Le femmine arrivano un po' più tardi, e iniziano a dare alla luce i piccoli poco dopo. Come tutti gli altri Otaridi, i callorini sono poliginici e alcuni maschi possono accoppiarsi perfino con 50 femmine nel corso di un'unica stagione riproduttiva. Diversamente dai leoni marini di Steller, con i quali condividono l'habitat e alcuni siti di riproduzione, i callorini sono molto possessivi nei confronti delle femmine del proprio harem, e spesso combattono ferocemente con i maschi vicini che cercano di accoppiarsi con esse. Sono stati osservati casi in cui le femmine contese sono morte in seguito a questi conflitti, mentre i maschi si feriscono molto più raramente. I maschi più giovani non sono in grado di aggiudicarsi e mantenere un proprio harem e generalmente si tengono ai margini della colonia, compiendo occasionalmente incursioni al suo interno nel tentativo di soppiantare i maschi più anziani.

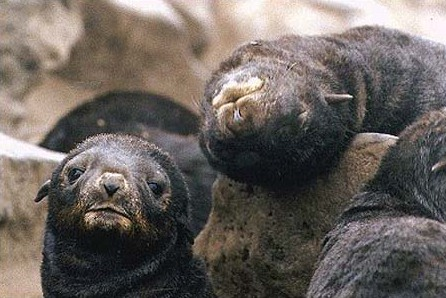
Cuccioli di callorino.

Dopo essere rimaste con i propri piccoli per i loro primi otto-dieci giorni di vita, le femmine tornano in mare a nutrirsi, rimanendo lontane anche per una settimana. Questi viaggi in mare si protraggono per circa quattro mesi, fino allo svezzamento, che avviene, in maniera piuttosto improvvisa, in ottobre. Quasi tutti i membri della colonia tornano in acqua e si disperdono verso la fine di novembre, iniziando generalmente a migrare verso sud. Le femmine in particolare sono molto fedeli ai propri siti di riproduzione, mentre i giovani maschi talvolta si dirigono verso altre colonie.
Il picco degli accoppiamenti viene raggiunto un po' più tardi di quello delle nascite, tra la fine di giugno e quella di luglio. Così come in molti altri Otaridi, gli ovuli fecondati si impiantano in ritardo: dopo la blastocisti, lo sviluppo si interrompe e l'impianto avverrà quattro mesi dopo la fecondazione. In totale, la gestazione dura circa un anno, sì che i piccoli nati nel corso di una determinata estate sono frutto del ciclo riproduttivo dell'anno precedente.

## Conservazione
Recentemente, la situazione del callorino dell'Alaska ha destato una certa preoccupazione, in particolare sulle isole Pribilof, dove le nascite dei piccoli sono diminuite del 50% a partire dagli anni settanta, con un continuo tasso di diminuzione di circa il 6-7% annuo. Ciò ha fatto sì che la specie venisse classificata come «vulnerabile» ai termini della Legge USA per le Specie Minacciate, ed ha portato all'intensificarsi dei programmi di ricerca sulla sua ecologia comportamentale e alimentare. Tra le possibili cause tirate in ballo per spiegare questa diminuzione vi sono l'aumento delle predazioni da parte delle orche, la competizione con i pescatori e gli effetti del cambiamento climatico, ma finora nessuna di queste spiegazioni ha ricevuto un unanime consenso tra gli studiosi. La IUCN classifica la specie tra quelle «vulnerabili».
I callorini dell'Alaska hanno costituito un'importante fonte di cibo per i nativi dell'Asia nord-orientale e gli inuit dell'Alaska per migliaia di anni. L'arrivo degli europei in Kamčatka e Alaska nel XVII e XVIII secolo, prima dalla Russia e poi dal Nordamerica, fu seguito da un aumento della caccia commerciale per il commercio delle pellicce. Tale commercio subì un'accelerata nel 1786, quando Gavriil Pribylov scoprì l'isola di San Giorgio, sede di una delle più numerose colonie di callorini. Là, tra il 1786 e il 1867, si stima che ne vennero uccisi circa 2,5 milioni di esemplari. Ciò portò in breve al declino della specie. Restrizioni al numero di catture sulle isole Pribilof vennero istituite per la prima volta dai russi nel 1834. Poco dopo che gli Stati Uniti acquistarono l'Alaska dalla Russia nel 1867, il Ministero del Tesoro degli USA venne autorizzato a cedere i privilegi di caccia alla foca sulle Pribilof, che vennero concessi quasi interamente alla Compagnia Commerciale dell'Alaska. Tra il 1870 e il 1909, le catture in mare aperto imposero il loro marchio indelebile sulla popolazione dei callorini, in particolare su quella delle Pribilof, che, costituita in epoca storica da vari milioni di esemplari, era scesa nel 1912 a 216.000 capi.
Le catture su grossa scala terminarono, più o meno, con la firma della Convenzione per le Foche da Pelliccia del Pacifico Settentrionale del 1911, siglata da Gran Bretagna (in rappresentanza del Canada), Giappone, Russia e Stati Uniti. La Convenzione del 1911 rimase in vigore fino agli inizi delle ostilità tra i firmatari durante la seconda guerra mondiale, ed è degna di nota per essere stata il primo trattato internazionale inerente alla conservazione della natura. Nel 1957 fece seguito un'altra convenzione, rettificata da un protocollo nel 1963. La convenzione internazionale entrò in atto negli USA con la Legge sulle Foche da Pelliccia del 1966 (Legge Pubblica 89-702), istituita dal Dipartimento degli Interni. Attualmente, viene praticata solo una caccia di sussistenza da parte degli abitanti dell'isola di San Paolo e la cattura annua di pochi esemplari in Russia.